# Femme (parfum)
Pour les articles homonymes, voir Femme (homonymie).
Femme est un parfum de Marcel Rochas, créé par Edmond Roudnitska en 1944. 
Il s'agit d'une fragrance chyprée (sous-division : chypré-fruité) aux notes de pêche, prune, ylang, rose, jasmin, épices et mousse, qui a donné une nouvelle dimension aux chyprés.
Marcel Rochas avait demandé : « On doit respirer une femme avant même de l'avoir vue. »
Les courbes du flacon sont inspirées de la silhouette de l'actrice américaine Mae West.